# Slovenië op de Olympische Zomerspelen 1992
Slovenië nam deel aan de Olympische Zomerspelen 1992 in Barcelona, Spanje. Het was de eerste deelname van het land aan de Spelen.
Er werden twee bronzen medailles gewonnen in het roeien.

## Medailleoverzicht
| Sport  | Olympiër                                               | Onderdeel       | Medaille |
| ------ | ------------------------------------------------------ | --------------- | -------- |
| Roeien | Iztok Čop Denis Žvegelj                                | twee-zonder (m) | Brons    |
| Roeien | Milan Janša Janez Klemenčič Sašo Mirjanič Sadik Mujkič | vier-zonder (m) | Brons    |

## Deelnemers
(m) = mannen, (v) = vrouwen, (g) = gemengd

### Atletiek
| Olympiër        | Discipline       | Resultaat | Prestatie                                                                      |
| --------------- | ---------------- | --------- | ------------------------------------------------------------------------------ |
| Mirko Vindiš    | marathon (m)     | 40e       | 2:21.03                                                                        |
| Borut Bilač     | verspringen (m)  | 9e        | kwalificatie groep B: 7de met 8,00m finale: 9de met 7,76m                      |
|                 |                  |           |                                                                                |
| Brigita Bukovec | 100m horden (v)  | 17e       | serie 1: 4de in 13,45 kwartfinale 1: 5de in 13,28 halve finale 1: 9de in 13,68 |
| Britta Bilač    | hoogspringen (v) | 15e       | kwalificatie groep A: 1ste met 1,92m finale: 15de met 1,83m                    |

### Boogschieten
| Olympiër    | Discipline      | Resultaat | Prestatie                              |
| ----------- | --------------- | --------- | -------------------------------------- |
| Samo Medved | individueel (m) | 33e       | plaatsingsronde: 33ste met 1266 punten |

### Gymnastiek
| Olympiër    | Discipline               | Resultaat | Prestatie |
| ----------- | ------------------------ | --------- | --- |
| Jože Kolman | individuele meerkamp (m) | 80e       | kwalificatie: 80ste brug: 67ste met 18,650 punten paard voltige: 67ste met 18,575 punten rekstok: 81ste met 18,275 punten ringen: 83ste met 18,400 punten sprong: 65ste met 18,700 punten vloer: 84ste met 18,275 punten totaal: 110,875 punten |

### Judo
| Olympiër     | Discipline | Resultaat | Prestatie |
| ------------ | ---------- | --------- | --- |
| Štefan Cuk   | -65kg (m)  | 13e       | voorronde: vrij 1ste ronde: W van IRL Ward: ippon 2de ronde: V van CUB Planas: ippon herkansingen: vrij herkansingen 2: V van ROU Pop: waza-ari |
| Filip Leščak | -86kg (m)  | 13e       | voorronde: vrij 1ste ronde: V van NED Spijkers: ippon                                                                                           |

### Kanovaren
| Olympiër        | Discipline | Resultaat | Prestatie                                    |
| Slalom          | Slalom     | Slalom    | Slalom                                       |
| --------------- | ---------- | --------- | -------------------------------------------- |
| Borut Javornik  | C-1 (m)    | 16e       | run 1: 18de in 134,78 run 2: 13de in 123,94  |
| Jože Vidmar     | C-1 (m)    | 14e       | run 1: 7de in 122,26 run 2: 14de in 124,57   |
| Boštjan Žitnik  | C-1 (m)    | 10e       | run 1: 20ste in 137,72 run 2: 8ste in 121,09 |
| Albin Čižman    | C-1 (m)    | 9e        | run 1: 8ste in 112,12 run 2: 5de in 110,73   |
| Janez Skok      | C-1 (m)    | 10e       | run 1: 7de in 112,00 run 2: 6de in 111,52    |
| Marjan Štrukelj | C-1 (m)    | 6e        | run 1: 3de in 110,11 run 2: 31ste in 131,75  |

### Roeien
| Olympiër                                               | Discipline      | Resultaat | Prestatie                                                                                                   |
| ------------------------------------------------------ | --------------- | --------- | --- |
| Iztok Čop Denis Žvegelj                                | twee-zonder (m) | Brons     | serie 3: 2de in 6.37,11 herkansingen: 1ste in 6.46,71 halve finale 1: 3de in 6.34,48 finale: 3de in 6.33,43 |
| Milan Janša Janez Klemenčič Sašo Mirjanič Sadik Mujkič | vier-zonder (m) | Brons     | serie 1: 3de in 6.04,91 halve finale 1: 2de in 5.59,52 finale: 3de in 5.58,24                               |

### Schietsport
| Olympiër        | Discipline                 | Resultaat | Prestatie                                                                              |
| --------------- | -------------------------- | --------- | -------------------------------------------------------------------------------------- |
| Rajmond Debevec | 10m luchtgeweer (m)        | 9e        | kwalificatie: 9de met 589 punten (96-98-99-99-97-100)                                  |
| Rajmond Debevec | 50m geweer 3 houdingen (m) | 6e        | kwalificatie: 6de met 1167 punten (394-386-387) finale: 6de met 1262,6 punten          |
| Rajmond Debevec | 50m geweer liggend (m)     | 6e        | kwalificatie: 18de met 594 punten (100-96-100-100-99-99) finale: 6de met 1262,6 punten |

### Tafeltennis
| Olympiër      | Discipline    | Resultaat | Prestatie                                                                       |
| ------------- | ------------- | --------- | ------------------------------------------------------------------------------- |
| Polona Frelih | enkelspel (v) | 33e       | groep C: 3de V van KOR Hyun: 0-2 V van SWE Erlman: 0-2 W van TUN Ben Aïssa: 2-0 |

### Tennis
| Olympiër                 | Discipline     | Resultaat | Prestatie                                               |
| ------------------------ | -------------- | --------- | ------------------------------------------------------- |
| Iztok Božič Blaž Trupej  | dubbelspel (m) | 17e       | 1ste ronde: V van IND Paes/Krishnan: 3-6, 2-6, 2-6      |
|                          |                |           |                                                         |
| Tina Križan Karin Lušnic | dubbelspel (v) | 17e       | 1ste ronde: V van SUI Maleeva-Fragnière/Zardo: 2-6, 2-6 |

### Wielersport
| Olympiër     | Discipline       | Resultaat | Prestatie |
| ------------ | ---------------- | --------- | --------- |
| Valter Bonča | wegwedstrijd (m) | 63e       | 4:35.56   |

### Zeilen
| Olympiër                  | Discipline        | Resultaat | Prestatie                              |
| ------------------------- | ----------------- | --------- | -------------------------------------- |
| Stojan Vidakovič          | lechner A-390 (m) | 9e        | 151 punten: (9-7-17-9-28-18-14-5-8-11) |
|                           |                   |           |                                        |
| Mitja Kosmina Goran Šošić | flying dutchman)  | 12e       | 100,7 punten: (14-20-21-17-3-20-1)     |

### Zwemmen
| Olympiër     | Discipline           | Resultaat | Prestatie                                              |
| ------------ | -------------------- | --------- | ------------------------------------------------------ |
| Jure Bučar   | 200m vrije slag (m)  | 29e       | serie 5: 3de in 1.53,19                                |
| Nace Majcen  | 200m vrije slag (m)  | 35e       | serie 4: 5de in 1.54,57                                |
| Jure Bučar   | 400m vrije slag (m)  | 16e       | serie 4: 6de in 3.55,28 (NR) finale B: 8ste in 3.56,98 |
| Nace Majcen  | 400m vrije slag (m)  | 31e       | serie 4: 8ste in 4.00,42                               |
| Igor Majcen  | 1500m vrije slag (m) | 16e       | serie 4: 3de in 15.16,85 (NR) finale: 6de in 15.19,12  |
| Jure Bučar   | 100m vlinderslag (m) | 42e       | serie 4: 4de in 56,65                                  |
| Jure Bučar   | 200m vlinderslag (m) | 19e       | serie 4: 1ste in 2.01,39 (NR)                          |
|              |                      |           |                                                        |
| Tanja Godina | 100m rugslag (v)     | 41e       | serie 2: 7de in 1.06,97                                |
| Tanja Godina | 200m rugslag (v)     | 41e       | serie 2: 6de in 2.25,31                                |

Albanië · Algerije · Amerikaanse Maagdeneilanden · Amerikaans-Samoa · Andorra · Angola · Antigua en Barbuda · Argentinië · Aruba · Australië · Bahama's · Bahrein · Bangladesh · Barbados · België · Belize · Benin · Bermuda · Bhutan · Bolivia · Bosnië en Herzegovina · Botswana · Brazilië · Britse Maagdeneilanden · Bulgarije · Burkina Faso · Canada · Centraal-Afrikaanse Republiek · Chili · China · Chinees Taipei · Colombia · Congo-Brazzaville · Cookeilanden · Costa Rica · Cuba · Cyprus · Denemarken · Djibouti · Dominicaanse Republiek · Duitsland · Ecuador · Egypte · El Salvador · Equatoriaal-Guinea · Estland · Ethiopië · Fiji · Filipijnen · Finland · Frankrijk · Gabon · Gambia · Gezamenlijk team · Ghana · Grenada · Griekenland · Groot-Brittannië · Guam · Guatemala · Guinee · Guyana · Haïti · Honduras · Hongarije · Hongkong · Ierland · IJsland · India · Indonesië · Irak · Iran · Israël · Italië · Ivoorkust · Jamaica · Japan · Jemen · Jordanië · Kaaimaneilanden · Kameroen · Kenia · Koeweit · Kroatië · Laos · Lesotho · Letland · Libanon · Libië · Liechtenstein · Litouwen · Luxemburg · Madagaskar · Malawi · Malediven · Maleisië · Mali · Malta · Marokko · Mauritanië · Mauritius · Mexico · Monaco · Mongolië · Mozambique · Myanmar · Namibië · Nederland · Nederlandse Antillen · Nepal · Nicaragua · Nieuw-Zeeland · Niger · Nigeria · Noord-Korea · Noorwegen · Oeganda · Oman · Oostenrijk · Pakistan · Panama · Papoea-Nieuw-Guinea · Paraguay · Peru · Polen · Portugal · Puerto Rico · Qatar · Roemenië · Rwanda · Saint Vincent‑Grenadines · Salomonseilanden · Samoa · San Marino · Saoedi-Arabië · Senegal · Seychellen · Sierra Leone · Singapore · Slovenië · Soedan · Spanje · Sri Lanka · Suriname · Swaziland · Syrië · Tanzania · Thailand · Togo · Tonga · Trinidad en Tobago · Tsjaad · Tsjecho-Slowakije · Tunesië · Turkije · Uruguay · Vanuatu · Venezuela · Verenigde Arabische Emiraten · Verenigde Staten · Vietnam · Zaïre · Zambia · Zimbabwe · Zuid-Afrika · Zuid-Korea · Zweden · Zwitserland · Onafhankelijke olympische deelnemers